# Potentilla tucumanensis
Potentilla tucumanensis är en rosväxtart som beskrevs av A. Castagnaro och M. Arias. Potentilla tucumanensis ingår i Fingerörtssläktet som ingår i familjen rosväxter. Inga underarter finns listade i Catalogue of Life.